# Сёнэн
Сёнэн (яп. 少年 сё:нэн, досл. «мальчик, юноша») — вид (метажанр) аниме, манги и ранобэ, рассчитанные на особую целевую аудиторию — мальчиков и юношей в возрасте от 12 до 18 лет. Манга этого типа публикуется в специализированных журналах (аудиторию определяют сами издатели), занимающих 38,4 % рынка.
Несмотря на то, что для юношей и мужчин более старшего возраста (например студентов, служащих) существует отдельный метажанр сэйнэн, аниме и манга в метажанре сёнэн остаются привлекательными и для них. Поскольку у них есть и финансовые возможности, и время на покупку и чтение журналов с мангой, то журналы, печатающие сёнэн-мангу, считаются самыми продаваемыми в Японии.

## Описание
Основными признаками жанра служит протагонист мужского пола, быстрое развитие и динамичность сюжета (особенно это заметно по сравнению с сёдзё-мангой). Произведения в жанре сёнэн, как правило, содержат больше юмористических сцен, концентрируются на темах мужской дружбы, товарищества, соперничества в жизни, спорте или на боевых действиях. Главный герой зачастую отличается широкими глазами, лёгкой улыбкой и остроконечной причёской. Герои мужского пола, как правило, всегда уверены в себе, храбры, заботятся о своих товарищах, никогда не унывают и не сдаются (даже если ситуация кажется абсолютно безвыходной), а также, с точки зрения реализма, обладают колоссальной удачей. Типичный портрет главного героя — упорно движущийся к своей цели перфекционист или эгоцентрик. Персонажи женского пола, нередко изображаемые преувеличенно красивыми и сексуальными, служат в качестве стимула для проявления мужественности главных героев, часто используются элементы этти и фансервиса. В аниме для юношей обычно преобладают такие жанры, как научная фантастика, классическое фэнтези, мистика, киберпанк и спокон.

## История
Журналы для мальчиков в Японии существовали ещё до Второй мировой войны, но в большинстве своем они содержали приключенческие комиксы вперемешку с историями в прозе как ежемесячник Shonen Club. После войны одним из первых журналов, полностью фокусирующимся на манге стал ежемесячный Manga Shonen (1947), в котором публиковались ранние работы таких авторов, как Осаму Тэдзука, Лэйдзи Мацумото и Сётаро Исиномори.
Рынок сёнэн-манги приобрел практически современный вид в 1959 году, когда почти одновременно начали печататься первые еженедельники Weekly Shonen Magazine издательства Kodansha и Weekly Shonen Sunday издательства Shogakukan. В 1968 году Shueisha начала издавать Weekly Shonen Jump. Эти три журнала являются крупнейшими для жанра сёнэн и представляют три крупнейших издательства Японии.

## Журналы манги
| Название                  | Тираж (данные 2004 года) | Тираж (данные 2005 года) | Тираж (данные 2006 года) | Тираж (данные 2007 года) | Тираж (данные 2009 года) | Первый номер |
| ------------------------- | ------------------------ | ------------------------ | ------------------------ | ------------------------ | ------------------------ | ------------ |
| Shonen Magazine (еженед.) | 2 721 633                | 2 365 306                | 2 151 354                | 1 720 000                | 1 650 205                | 1959 г.      |
| Shonen Magazine (ежем.)   | 1 041 417                | 1 009 167                | 987 083                  | 923 334                  | 904 084                  |              |
| Shonen Jump (еженед.)     | 2 994 897                | 2 953 750                | 2 839 792                | 2 790 834                | 2 809 362                | 1968 г.      |
| Shonen Jump (ежем.)       | 446 666                  | 417 500                  | 376 667                  | —                        | —                        | 1970 г.      |
| Shonen Sunday             | 1 160 913                | 1 068 265                | 1 003 708                | 833 334                  | 773 062                  | 1959 г.      |
| Jump Square               | —                        | —                        | нет данных               | 390 000                  | 370 417                  | 2007 г.      |
| Shonen Ace                | 59 167                   | 68 917                   | 80 833                   | 76 000                   | 83 334                   | 1994 г.      |
| Magazine Special          | 107 083                  | 110 750                  | нет данных               | 82 334                   | 77 250                   | 1983 г.      |
| Sunday Gene-X             | 39 167                   | 39 000                   | 35 167                   | 30 000                   | 27 667                   | 2000 г.      |
| V Jump                    | 149 833                  | 178 334                  | нет данных               | нет данных               | 379 167                  | 1993 г.      |
| Shonen Rival              | —                        | —                        | —                        | —                        | 120 834                  | 2008 г.      |